# Fijnstofflitspaal

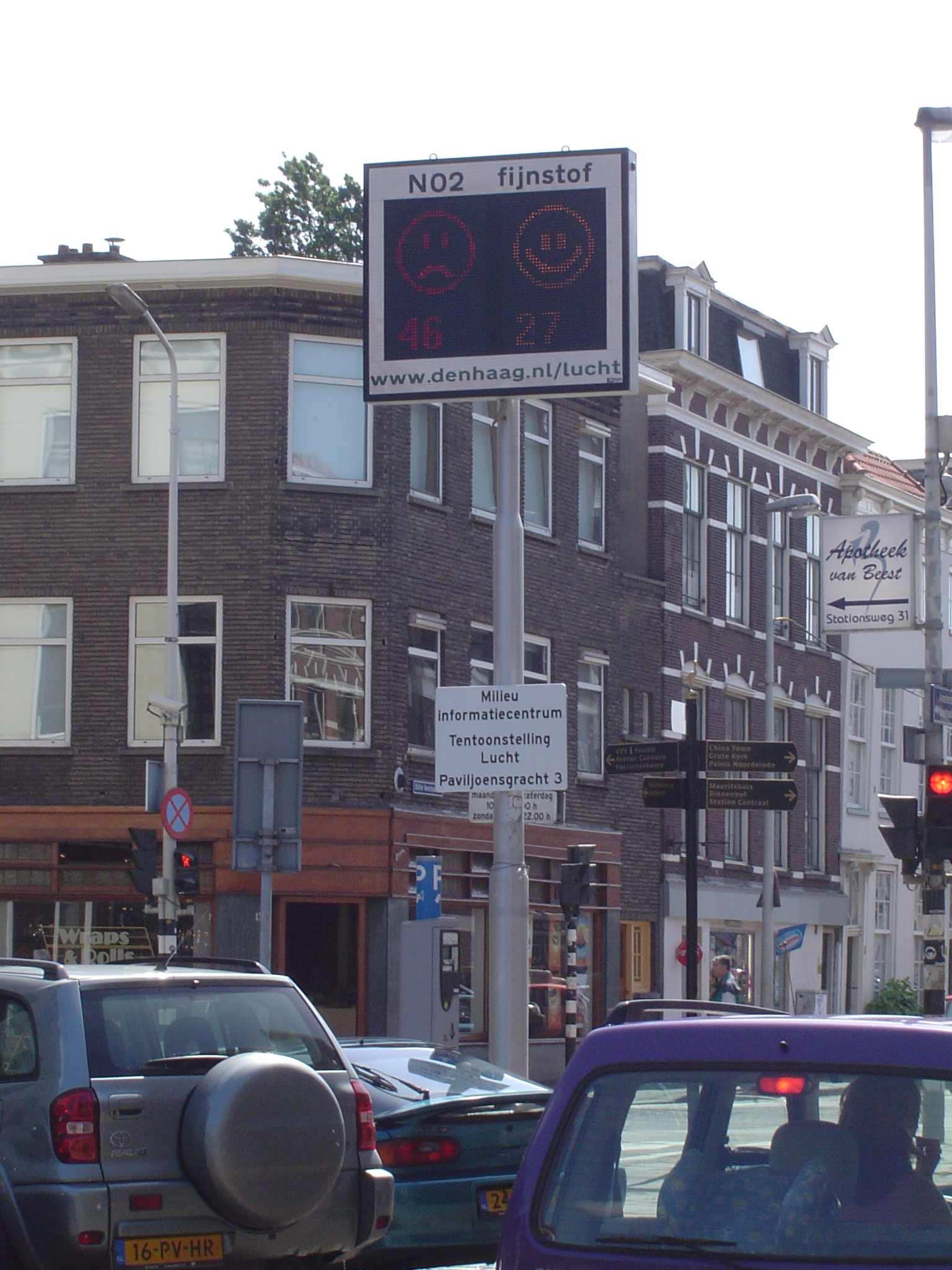
De fijnstofflitspaal op de Amsterdamse Veerkade in Den Haag

Een fijnstofflitspaal registreert de uitstoot van fijnstof, koolstof en koolstofdioxide van passerende (vracht)auto's.
Omdat grofweg 5% van de alle auto’s meer dan 40% van het fijnstof in het verkeer produceren en het verkeer de belangrijkste veroorzaker van fijnstof in de vorm van roetdeeltjes heeft het zin de uitstoot per voertuig proberen te bepalen. De meest vervuilende voertuigen zijn meestal oudere en/of slecht onderhouden diesels maar ook auto’s die rijden op een zogeheten armmengselmotor met directe benzine-inspuiting.
De meetopstelling is ontwikkeld door de TU Delft en bestaat uit een koolstofsensor en een kooldioxidesensor. De verhouding tussen de meetwaarden van deze twee sensors is (behalve bij regen) een goede maat voor de hoeveelheid uitgestoten koolstofdeeltjes per liter brandstof. De koolstofsensor maakt gebruik van het foto-elektrisch effect: de koolstofdeeltjes in het luchtmonster worden opgeladen door middel van ultraviolette lichtbron en de totale hoeveelheid lading is een maat voor de hoeveelheid koolstof.